# Rhypholophus varius
Rhypholophus varius är en tvåvingeart som först beskrevs av Johann Wilhelm Meigen 1818.  Rhypholophus varius ingår i släktet Rhypholophus och familjen småharkrankar. Enligt den finländska rödlistan är arten nära hotad i Finland. Arten är reproducerande i Sverige. Artens livsmiljö är källmiljöer. Inga underarter finns listade i Catalogue of Life.